# Instituto Tecnológico Superior de Monclova
El Instituto Tecnológico Superior de Monclova Ejército Mexicano es una institución de educación superior pública del estado de Coahuila, México. Fue fundada en 1996 para satisfacer las necesidades de la Región Centro de Coahuila de contar con una Institución Superior que formara profesionales en ciencia tecnología. Pertenece al Tecnológico Nacional de México.

## Historia
El Instituto Tecnológico Superior de Monclova Ejército Mexicano es una institución educativa de nivel superior de carácter público. El viernes 3 de abril de 1998 se publicó oficialmente el decreto de creación del Instituto Tecnológico Superior de Monclova, teniendo como objetivos principales:
- Formar profesionales e investigadores en los diversos campos de la ciencia y tecnología, de acuerdo con los requerimientos del Estado y del país.
- Ampliar las posibilidades de la educación superior tecnológica a toda la sociedad.

El 2 de julio de 1998 el entonces Presidente de la República, Lic. Ernesto Zedillo Ponce de León en compañía del Gobernador del Estado, Dr. Rogelio Montemayor Seguy cortó el listón que inauguró la primera etapa de construcción del Instituto.
Actualmente el Instituto Tecnológico Superior de Monclova ha logrado consolidarse, contando actualmente con seis carreras de nivel licenciatura: Ingeniería Informática, Ingeniería Mecánica, Ingeniería Industrial, Ingeniería Electrónica, Ingeniería en Energías Renovables e Ingeniería en Gestión Empresarial.
Bajo el liderazgo de su Director C.P Raúl Farías, el Instituto Tecnológico Superior de Monclova es una institución certificada bajo la norma internacional de calidad ISO 9001:2008.[cita requerida]